# 美女裁判〜恋愛裁判員制度〜
『美女裁判〜恋愛裁判員制度〜』（びじょさいばん れんあいさいばんいんせいど）は、2008年11月12日から2009年9月30日まで放送されていたABCテレビ（朝日放送）制作のバラエティ番組。

## 概要
お笑いコンビ・アジアン、初の冠番組である。『よしもとNEXT』で2008年8月22日にかけて放送して、好評だった『アジアンの美女裁判〜恋愛裁判員制度〜』を中心にレギュラー化したもの。
裁判長・隅田美保、検察官・馬場園梓、弁護人・中山功太に扮し、芸人の恋愛問題に対する訴えを取り上げ、模擬裁判を行う番組。
被告罪状があまりにひどいものであると、弁護側である中山功太もさじを投げるようなことがある。
2009年12月4日と12月24日にこの番組の特番が放送された。

## 出演者
- アジアン（隅田美保、馬場園梓）
- 中山功太

### 美女裁判員
- 白城華奈
- 家村マリエ
- 中原深里
- 三上夏輝
- 南田千鶴
- 浜田咲希
- 福岡奈々子
- 飛田尚美
- 夏美唯
- 鈴木豊美
- 佐藤樹理亜
- 杉尾絵莉菜
- 綺咲あみ

### ナレーター
- 加藤明子（ABCアナウンサー、～2009年8月26日、2009年9月23日～9月30日）
- 小寺右子（ABCアナウンサー、2009年9月2日～23日）

## 放送された裁判
| 回 | 放送日         | 被告                        | 罪状                                  | 検察側                                   | 弁護側                                                           | 判決            | 判決                                                            |
| -- | -------------- | --------------------------- | ------------------------------------- | ---------------------------------------- | ---------------------------------------------------------------- | --------------- | --------------------------------------------------------------- |
| 1  | 2008年11月12日 | 小阪由佳                    | 勘違いさせ罪                          | 川島（麒麟）                             | 友近                                                             | 有罪            | ノットセクシーダンスの刑                                        |
| 2  | 2008年11月19日 | 向（天津）                  | アニメ女性しか愛せない罪              | 宇治原（ロザン）                         | 友近                                                             | 有罪            | リアルウーマンキッスの刑                                        |
| 2  | 2008年11月19日 | 白城華奈                    | 親友から彼氏奪い盗る罪                | 宇治原（ロザン）                         | 友近                                                             | 有罪            | 水とYシャツと私の刑                                             |
| 3  | 2008年12月3日  | 小出水（シャンプーハット）  | 言動のほとんどがセクハラ罪            | 小籔千豊                                 | 友近                                                             | 無罪            |                                                                 |
| 4  | 2008年12月10日 | 家村マリエ                  | 彼氏の携帯電話を勝手に見る罪          | 西代（ミサイルマン）                     | 友近                                                             | 有罪            | 家村マリエ丸裸の刑                                              |
| 4  | 2008年12月10日 | 高橋（サバンナ）            | 彼女がいるのに男友達とばっかり遊ぶ罪  | 西代（ミサイルマン）                     | 友近                                                             | 有罪            | 熱湯2人縛りの刑                                                 |
| 5  | 2008年12月17日 | 宇治原（ロザン）            | 彼女がいるのにAVを見まくる罪          | 友近                                     | 菅(ロザン)                                                       | 無罪            |                                                                 |
| 6  | 2008年12月24日 | 吉田（ブラックマヨネーズ）  | つきあうと豹変する罪                  | 小籔千豊                                 | 友近 小杉（ブラックマヨネーズ）                                  | 有罪            | 美女豹変!ビンタの刑                                             |
| 6  | 2008年12月24日 | なかやまきんに君            | 日本人女性と恋愛できない罪            | 小籔千豊                                 | 友近 小杉（ブラックマヨネーズ）                                  | 有罪            | 筋肉ルーレットクラッシュの刑                                    |
| 7  | 2009年1月7日   | 西森（モンスターエンジン）  | 彼女に手を上げる罪                    | 友近                                     | 大林（モンスターエンジン）                                       | 無罪            |                                                                 |
| 8  | 2009年1月14日  | 西澤（ダイアン）            | 元カノに未練タラタラ罪                | 山里（南海キャンディーズ）               | 津田（ダイアン）                                                 | 有罪            | 元カノの追憶洗い流しの刑                                        |
| 9  | 2009年1月21日  | 山里（南海キャンディーズ）  | 現実の恋愛から逃避する罪              | 村田（とろサーモン）                     | 浅越ゴエ                                                         | 有罪            | リアルウーマンビンタの刑                                        |
| 10 | 2009年1月28日  | 井上（NON STYLE）           | 女性の前でイキりまくる罪（第1回公判） | 石田（NON STYLE）                        | 宇治原（ロザン）                                                 | 第2回公判へ続く | 第2回公判へ続く                                                 |
| 11 | 2009年2月4日   | 井上（NON STYLE）           | 女性の前でイキりまくる罪（第2回公判） | 石田（NON STYLE）                        | 宇治原（ロザン）                                                 | 有罪            | タンクトップ狩りアキバ系の刑                                    |
| 12 | 2009年2月11日  | シルク                      | 年甲斐もなく露出しすぎ罪              | 友近、小籔千豊                           | 浅越ゴエ                                                         | 有罪            | 実年齢公表の刑                                                  |
| 13 | 2009年2月18日  | 山田（ストリーク）          | タイガースしか愛せない罪              | 友近                                     | 白川（$10） 中川（ランディーズ）                                 | 無罪            |                                                                 |
| 14 | 2009年2月25日  | 川島（野性爆弾）            | 女の子の夢ぶち壊し罪                  | 友近                                     | てつじ（シャンプーハット）                                       | 有罪            | 超真剣!嫁への感謝メッセージの刑                                 |
| 15 | 2009年3月4日   | 山内（かまいたち）          | 彼女がいるのにコンパする罪            | 友近                                     | ノブ（千鳥）                                                     | 有罪            | 本芸でコンパ断ちの刑                                            |
| 16 | 2009年3月11日  | 青島あきな                  | その気にさせて何もさせない罪          | 友近                                     | 村田（とろサーモン）                                             | 有罪            | マンゴー乳剥奪の刑                                              |
| 17 | 2009年3月18日  | 津田（ダイアン）            | 亭主関白すぎる罪                      | 西澤（ダイアン）                         | 大悟（千鳥）                                                     | 有罪            | おしりカチカチ山の刑                                            |
| 18 | 2009年3月25日  | 小杉（ブラックマヨネーズ）  | いかなる時も体が目当て罪              | 吉田（ブラックマヨネーズ）               | 小籔千豊                                                         | 有罪            | 頭皮冷却水鉄砲の刑                                              |
| 19 | 2009年4月1日   | 後藤（フットボールアワー）  | バカップルで、はた迷惑罪              | 岩尾（フットボールアワー）               | ノブ                                                             | 無罪            |                                                                 |
| 20 | 2009年4月8日   | 林（ギャロップ）            | そんなんなのに彼女を大事にしない罪    | 友近                                     | 小杉（ブラックマヨネーズ） 山本大介（四次元ナイフ） 三浦マイルド | 有罪            | プロポーズ大作戦の刑                                            |
| 21 | 2009年4月15日  | 箕輪（ハリセンボン）        | 恋人できたらイキりだす罪              | 近藤（ハリセンボン）                     | 友近                                                             | 有罪            | 死神メイクの刑                                                  |
| 22 | 2009年4月22日  | 福田（チュートリアル）      | もう恋なんてしない罪                  | 友近                                     | たむらけんじ                                                     | 無罪            |                                                                 |
| 23 | 2009年4月29日  | 八木（サバンナ）            | 間違った恋愛おしつけ罪                | 高橋（サバンナ）                         | 宇治原（ロザン）                                                 | 有罪            | ひざ中心の生活の刑                                              |
| 24 | 2009年5月6日   | ワッキー（ペナルティ）      | 性欲のオバケ罪                        | ヒデ（ペナルティ）                       | 友近                                                             | 有罪            | 性欲タンク燃焼の刑                                              |
| 25 | 2009年5月13日  | 鰻（銀シャリ）              | 愛なくカラダ求める罪                  | 橋本（銀シャリ）                         | 宇治原史規                                                       | 有罪            | 私はこれで東京や福岡の風俗に 行きましたステッカーの刑           |
| 26 | 2009年5月20日  | 川島（麒麟）                | 裁判員制度導入SP! 偽装イケメン罪      | 山里（南海キャンディーズ）               | 友近                                                             | 無罪            |                                                                 |
| 27 | 2009年5月27日  | 高木（ジョイマン）          | 熟女斬り捨て罪                        | 池谷（ジョイマン）                       | 友近                                                             | 有罪            | 体毛抜き捨ての刑                                                |
| 28 | 2009年6月3日   | 田村（麒麟）                | 億万長者で女性を見下す罪（第1回公判） | 川島（麒麟）                             | 向（天津）                                                       | 第2回公判へ続く | 第2回公判へ続く                                                 |
| 28 | 2009年6月10日  | 田村（麒麟）                | 億万長者で女性を見下す罪（第2回公判） | 川島（麒麟）                             | 向（天津）                                                       | 無罪            |                                                                 |
| 29 | 2009年6月17日  | 菅（ロザン）                | すぐイク罪                            | 林（ギャロップ）                         | 宇治原（ロザン）                                                 | 無罪            |                                                                 |
| 30 | 2009年6月24日  | 月亭八光                    | 家庭があるのに朝帰りしまくり罪        | 宇治原（ロザン）                         | 津田（ダイアン）                                                 | 有罪            | 先輩芸人の裏の顔・暴露の刑、 真『今ちゃんの実は…』              |
| 31 | 2009年7月1日   | 土肥ポン太                  | いい歳こいて結婚しない罪              | 小籔千豊                                 | 友近                                                             | 無罪            |                                                                 |
| 32 | 2009年7月8日   | 木村（天津）                | 性生活ぶっちゃけすぎ罪                | 宇治原（ロザン）                         | 向（天津）                                                       | 有罪            | 先月の給料ぶっちゃけの刑                                        |
| 33 | 2009年7月15日  | 中川（ランディーズ）        | 結婚してから激太り罪                  | 菅（ロザン）                             | 高井（ランディーズ）                                             | 有罪            | 夢にときめけ！明日にきらめけ! ROOKIESの刑                       |
| 34 | 2009年7月22日  | お兄ちゃん（ビタミンS）     | 妹ストーカー罪                        | 濱家（かまいたち）                       | 哲夫（笑い飯）                                                   | 有罪            | 今後一切、妹にかまわない 契約書にハンコを押す刑                 |
| 35 | 2009年8月5日   | ヤナギブソン（ザ・プラン9） | 大バカ夫婦罪                          | 宇治原（ロザン） 浅越ゴエ（ザ・プラン9） | たむらけんじ                                                     | 無罪            |                                                                 |
| 36 | 2009年8月12日  | ガリガリガリクソン          | キャラ偽装・実は女遊びしまくり罪      | 橋本（銀シャリ）                         | 浅越ゴエ                                                         | 有罪            | コオロギ食べ放題の刑                                            |
| 37 | 2009年8月19日  | 若井おさむ                  | 嫁とは一緒に寝ない罪                  | 友近                                     | 川島（麒麟）                                                     | 有罪            | 親父にもぶたれたことないのにの刑                                |
| 38 | 2009年8月26日  | 毛利（ギャロップ）          | 女性の前ではスーパースター罪          | 友近                                     | 宇治原（ロザン）                                                 | 有罪            | 林の気持ちをわかれ! 毛ぞりの刑                                  |
| 39 | 2009年9月2日   | 西田（笑い飯）              | 笑かしてヤリたい罪                    | 村田（とろサーモン）                     | ノブ（千鳥）                                                     | 無罪            |                                                                 |
| 40 | 2009年9月9日   | レイザーラモンRG            | いきあたりばったり結婚罪              | 小籔千豊                                 | 友近                                                             |                 |                                                                 |
| 41 | 2009年9月16日  | 小籔千豊                    | 亭主関白すぎる罪                      | 土肥ポン太                               | 津田（ダイアン）                                                 | 無罪            |                                                                 |
| 42 | 2009年9月23日  | 中山功太                    | キス魔になる罪                        | 川島（麒麟）                             | 宇治原（ロザン） ノブ（千鳥）                                    | 有罪            | 間もなくある人物が唇を奪いに くることをお知らせしますの刑       |
| 43 | 2009年9月30日  | 小杉（ブラックマヨネーズ）  | 彼女と認めない罪                      | 吉田（ブラックマヨネーズ） ロケ班：友近  | 河本（次長課長）                                                 | 有罪            | 彼女と認めるまで 帰れま10[テン]の刑                             |
| 44 | 2009年12月4日  | 岩尾（フットボールアワー）  | ブサイクのくせにキムタク気取り罪      | 後藤（フットボールアワー）               | ロザン                                                           | 有罪            | 目を覚ませ ブサイクキッスの刑                                   |
| 44 | 2009年12月4日  | 瀬下（天竺鼠）              | 暴走恋愛罪                            | 友近、小籔千豊                           | たむらけんじ、津田（ダイアン）                                   | 有罪            | 完全にまるくなるわよ。 『めっちゃホリデイ』も歌っちゃうわよの刑 |

1. 1 2 3 4  裁判長、美女裁判員による判決
2. ↑  原告：マイコ（ビタミンS）
3. ↑  傍聴人：ヨメギブソン（ヤナギブソンの嫁）
4. ↑  原告人：若井智恵（若井おさむの嫁）
5. ↑  最終回45分SP
6. ↑  美女裁判劇場版 京橋花月での収録
7. 1 2  美女裁判員、京橋花月裁判員による判決

## ネット局
| 放送対象地域 | 放送局       | 系列           | 放送期間                       | 放送時間                 | 備考     |
| ------------ | ------------ | -------------- | ------------------------------ | ------------------------ | -------- |
| 近畿広域圏   | 朝日放送     | テレビ朝日系列 | 2008年11月12日 - 2009年9月30日 | 木曜 25時26分 - 25時56分 | 制作局   |
| 福島県       | 福島放送     | テレビ朝日系列 | 2009年4月11日 -                | 土曜 25時20分 - 25時50分 |          |
| 石川県       | 北陸朝日放送 | テレビ朝日系列 | 2009年4月25日 -                | 土曜 25時00分 - 25時30分 |          |
| 宮城県       | 東日本放送   | テレビ朝日系列 | 2009年10月6日 - 2010年4月13日  | 火曜 24時20分 - 24時50分 | 18回から |

## スタッフ
- 監修：斉藤敏豪
- 構成：森、和田義浩、田中孝晃
- SW：玉木雅之・栢分祐二・秋山泰彦（ABC）
- CAM：栢分祐二・田中康彦・田中信行・手塚西都子・岡田光司・池嶋理人・芝田幸司（ABC）
- VE：長谷川将宏（ABC）
- MIX：鶴見康史（ABC）
- LD：葛原宏一（ABC）
- MA&SE：前田陽一
- EED：岡田勉、吉田衣里
- 美術：東要（ABC）
- Web：杉山真穂（ABC）
- モバイル：能川悦子・楠本由希子（ABC）
- 番組宣伝：野嵜喜美子（ABC）
- AD：廣田弥生（よしもとクリエイティブ・エージェンシー）、鈴木洋平（ABC）
- プロデューサー：近藤真広（ABC）、阪口知里（よしもとクリエイティブ・エージェンシー）
- チーフプロデューサー：板井昭浩・岩城正良（ABC）
- 技術協力：東通、ウィンズ、アイネックス
- 美術協力：つむら工芸、京阪商会、クラフト、東京衣裳、ビーム、シュプール
- 制作協力：吉本興業
- 制作著作：ABC（朝日放送）